# 松江刑務所
松江刑務所（まつえけいむしょ）は、法務省矯正局の広島矯正管区に属する刑務所。
下部機関として米子拘置支所を持つ。従来、浜田拘置支所を持っていたが、地理的な関係から浜田拘置支所は島根あさひ社会復帰促進センターの下部機関に移行した。

## 所在地
- 島根県松江市西川津町67

JR西日本 山陰本線 松江駅から
①松江市営バスで「国際交流会館前」下車。あるいは北循環線で島根大学前下車徒歩20分
②一畑バスマリンプラザ・美保関バスターミナル行きで西川津下車徒歩15分。

## 収容分類級
- B級

## 収容定員
2009年7月末で約900人
現在、増築中で将来的には1,000人収容
体制になる見込み

## 組織
所長の下に2部1課を持つ2部制である。
- 総務部（庶務課、会計課、用度課）
- 処遇部（処遇担当、企画担当）
- 医務課

## 主な出来事
- 1941年（昭和16年） - 戦時下食糧増産運動に寄与するため鳥取県大山山麓で、受刑者約150人を動員した開拓作業が始まる。現地には宿舎や作業場が設けられた[1]。
- 1948年（昭和23年）10月20日 - 政令201号違反で起訴された者の釈放を求めて約300人が刑務所前に押しかけた[2]。